# Lago di Centro Cadore
Il lago di Centro Cadore (o più semplicemente lago di Cadore) è uno specchio d'acqua artificiale situato nella regione storico-geografica del Cadore, lungo l'alto corso del fiume Piave.
Il bacino, di 2,3 km², il terzo lago più grande del Veneto per volume , si è originato negli anni cinquanta con la costruzione della diga di Pieve di Cadore, in località Sottocastello. Di forma stretta e lunga con orientamento sud-nord, arriva sino all'abitato di Lozzo di Cadore, coinvolgendo inoltre i comuni di Calalzo di Cadore,  Domegge di Cadore e di Lorenzago di Cadore

## Prima della formazione del lago
Secondo il topografo Alessio De Bon, una strada preromana collegava Domegge di Cadore all'isola del lago e proseguiva verso località Rauža di Sottocastello, lungo Pian dele Ere, grazie ad un ponte che attraversava il Piave in località Tras, nel tratto in cui scorreva incassato tra le rocce. La strada continuava poi verso Caralte. Recenti ritrovamenti archeologici sembrano confermare, oltre la presenza della strada, anche l'ipotesi che l'isola fosse uno dei primi e più importanti insediamenti paleoveneti in Cadore, una teuta (comunità in celtico) civile e religiosa. Quella che prima della formazione del lago era un'altura posta al centro della valle del Piave probabilmente era la sede politica, Lagole quella religiosa. Domegge (Duemilia) potrebbe dunque trarre il nome dall'esatta distanza, ovvero due miglia, che la separa dall'isola, il centro principale.

## Dati tecnici
Il lago si formò negli anni cinquanta in seguito alla costruzione della diga di Pieve di Cadore che sbarra il Piave all'altezza di Sottocastello. L'infrastruttura faceva parte del complesso di dighe e centrali realizzati dalla SADE lungo l'alto bacino del fiume. Al centro del bacino, di fronte a Calalzo, si sono formati alcuni isolotti che diventano penisole a seconda del livello dell'acqua, regolato artificialmente dall'Enel.
- Superficie 2.39 km²
- Superficie del bacino imbrifero 818.5 km²
- Altitudine alla massima regolazione 683,5 m s.l.m.
- Altitudine al massimo invaso 685 m s.l.m.
- Quota massima del bacino imbrifero 3264 m s.l.m.
- Profondità massima 108,3 m
- Volume 67,5 milioni di metri cubi.[1]

La formazione del lago sommerse la caratteristica cascata del torrente Anféla, immissario sinistro del lago, che all'epoca azionava mulini e una segheria in località Rauža, strutture anch'esse naturalmente sommerse. Altri suoi immissari secondari sono:
- Piova
- Molinà
- Talagona
- Cridola
- Anfela.

## Rifugi attorno al lago
Una volta attraversato il ponte di Domegge, seguendo la strada asfaltata a destra, è possibile raggiungere il Rifugio Cercenà e il Rifugio Padova, ai piedi degli Spalti di Toro. I due rifugi in inverno sono anche raggiungibili con le ciaspe, partendo dalla sponda sinistra del lago e seguendo le indicazioni per il percorso battuto.
Sempre partendo dal lago è anche raggiungibile a piedi, in meno di un'ora, l'Eremo dei Romiti di Monte Froppa.
Da Sottocastello invece, una volta attraversata la diga, sono raggiungibili per ripida strada sterrata (inizialmente asfaltata) l'alpeggio di Vedorcia (1700 m) e il Rifugio Tita Barba.

## Galleria d'immagini

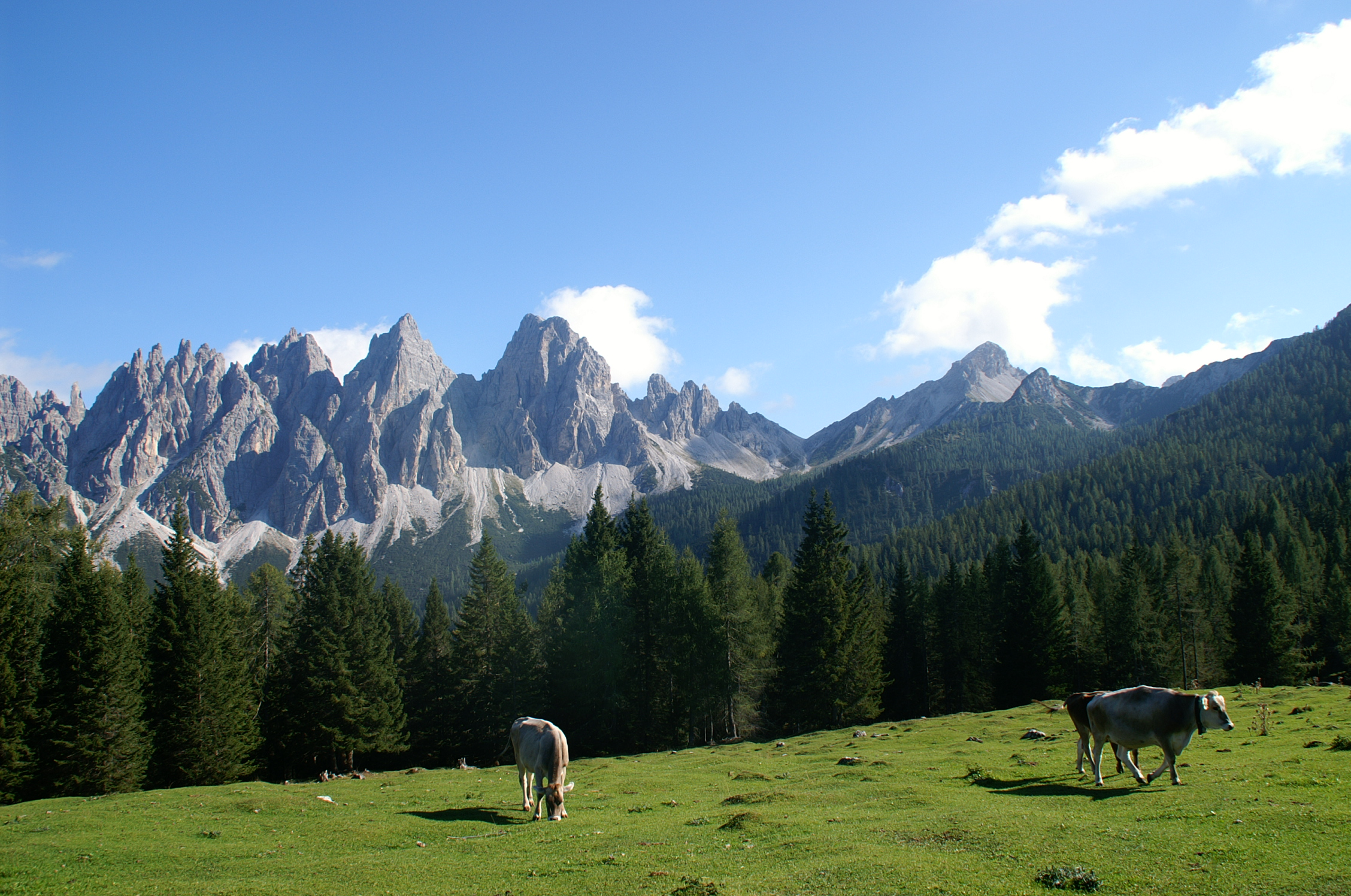
Spalti di Toro e Forcella Spé da casera Vedorcia.
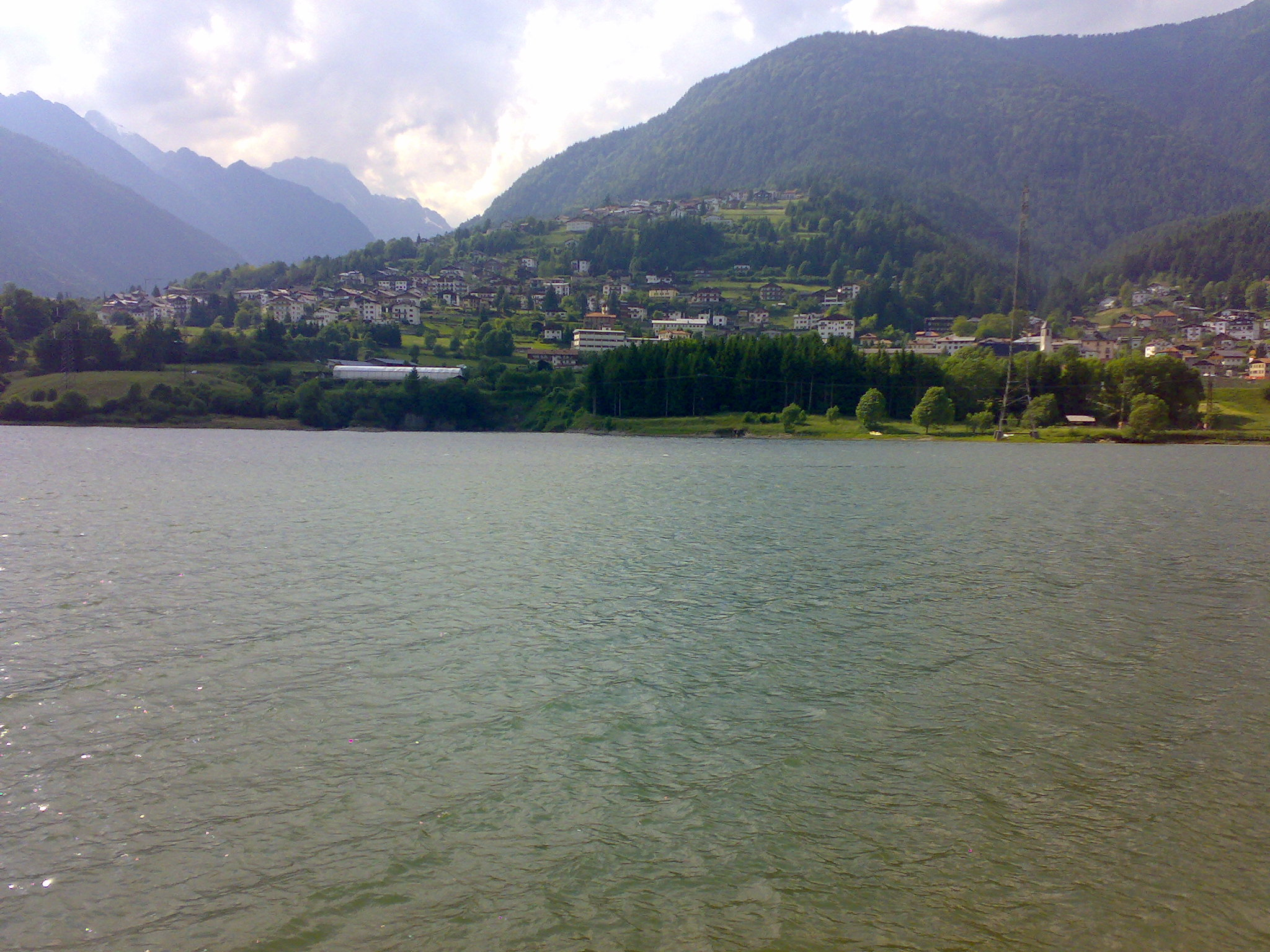
Vallesella, lago del Centro Cadore e Val d'Oten.
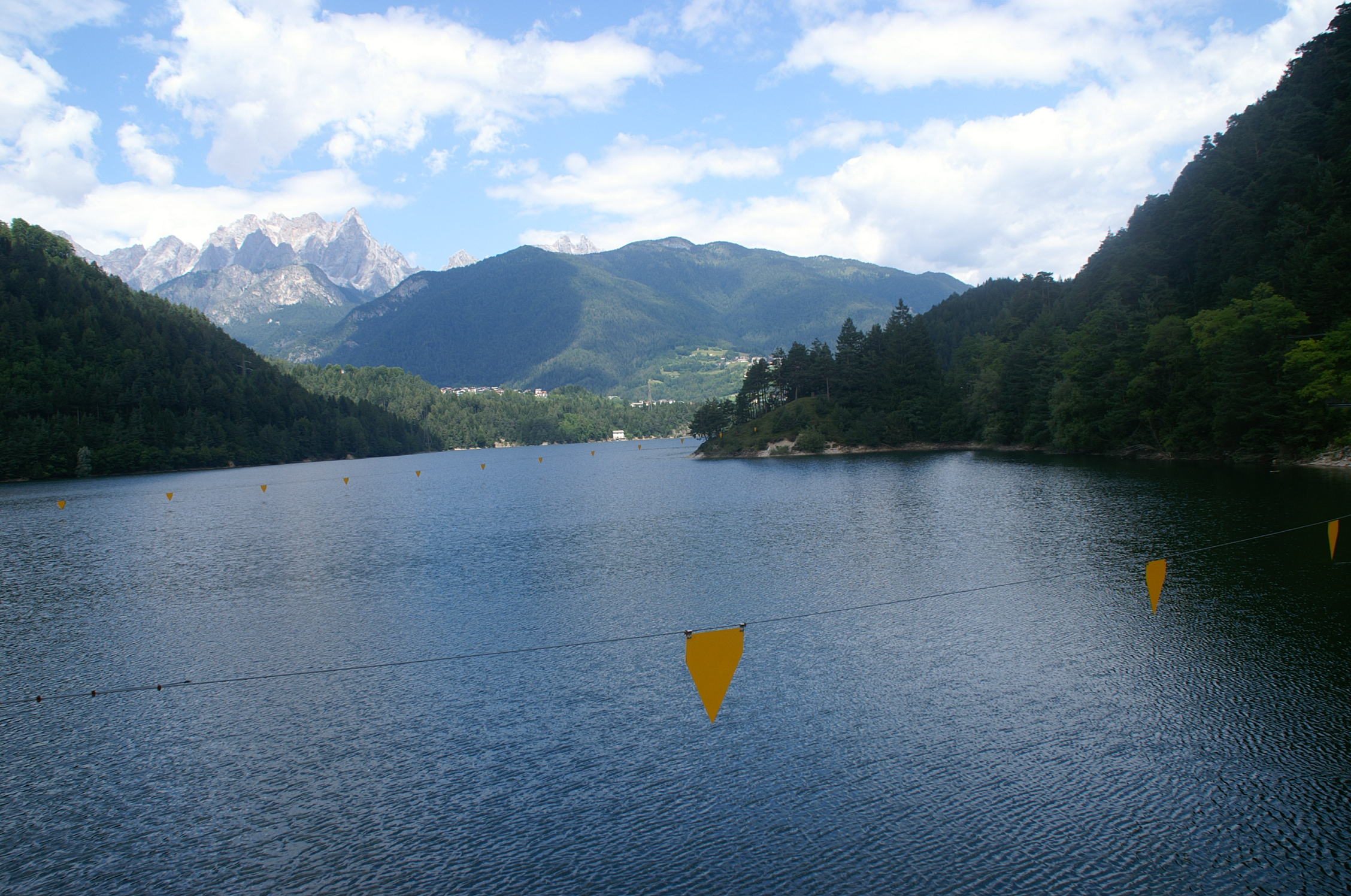
Il lago dalla diga
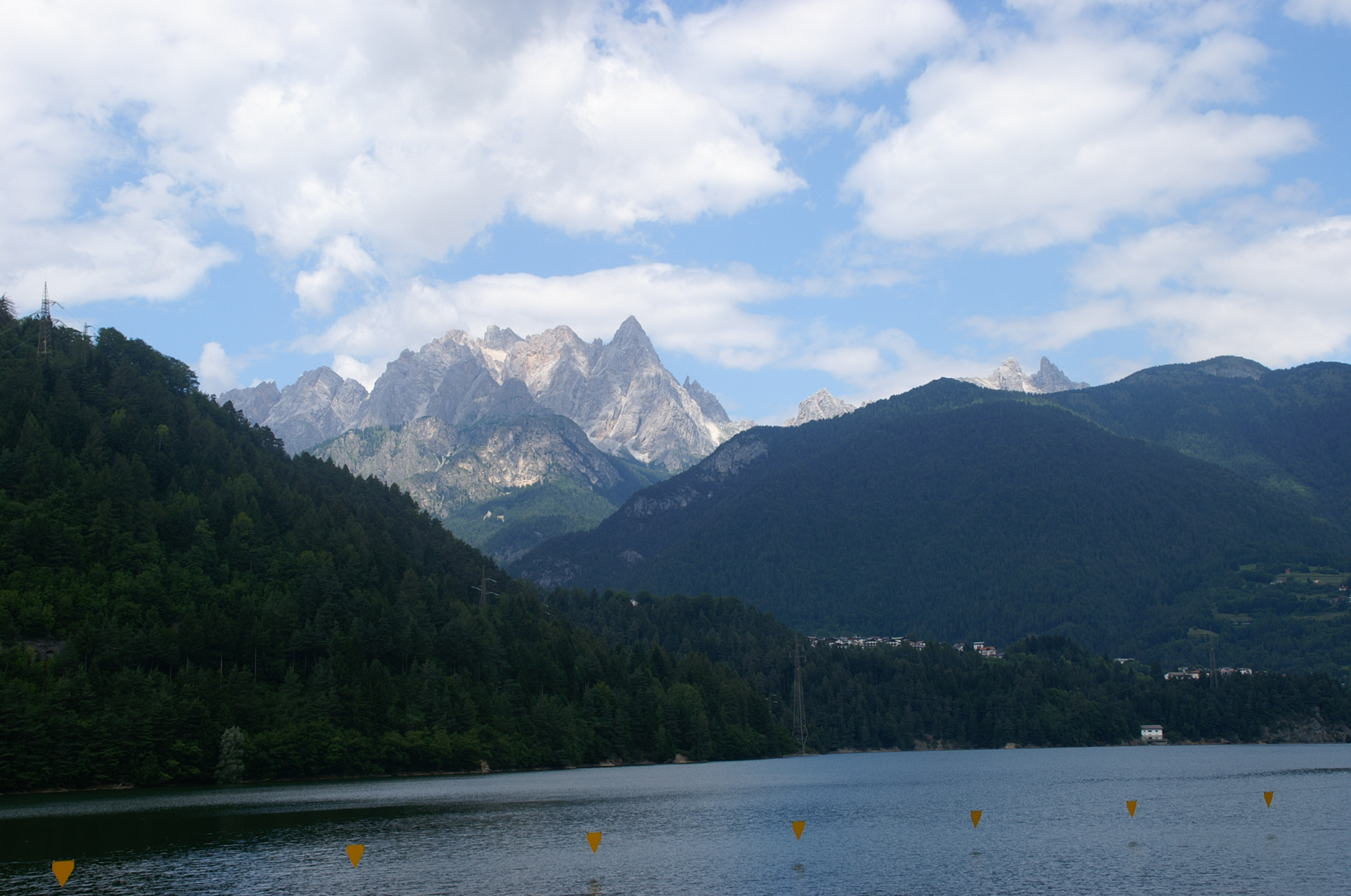
Il lago e le Marmarole.
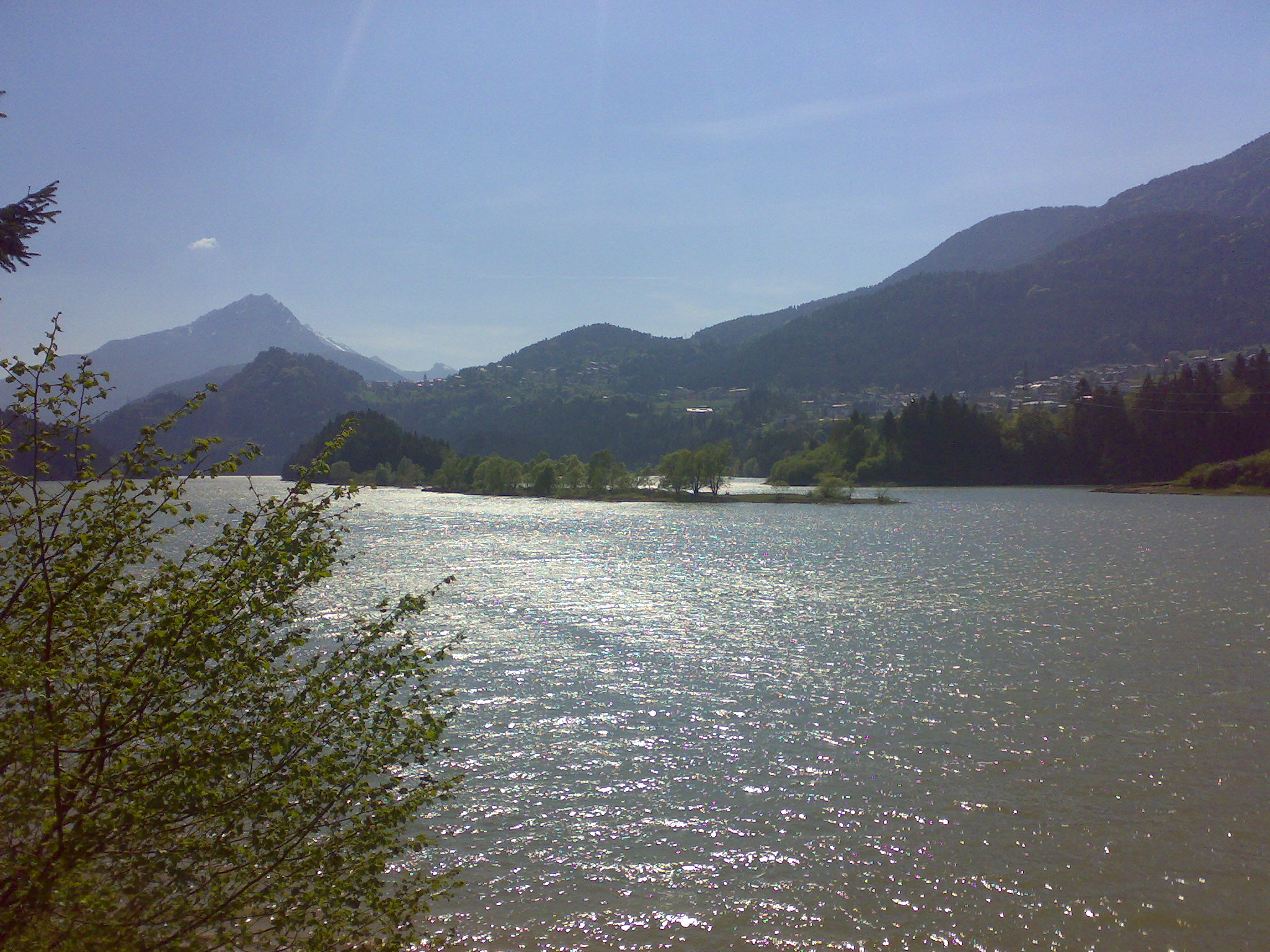
L'isola del lago.
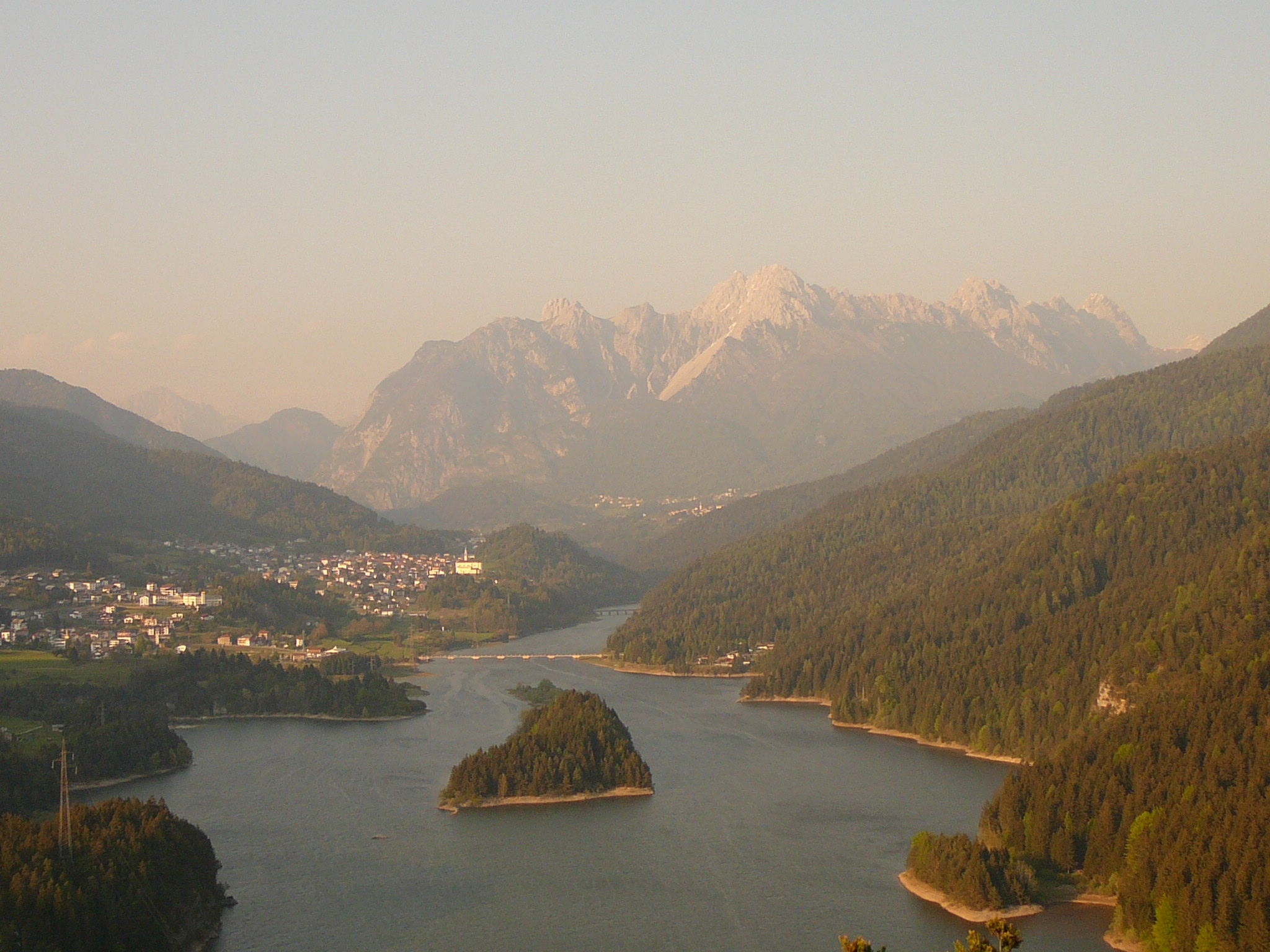
Lago di Calalzo
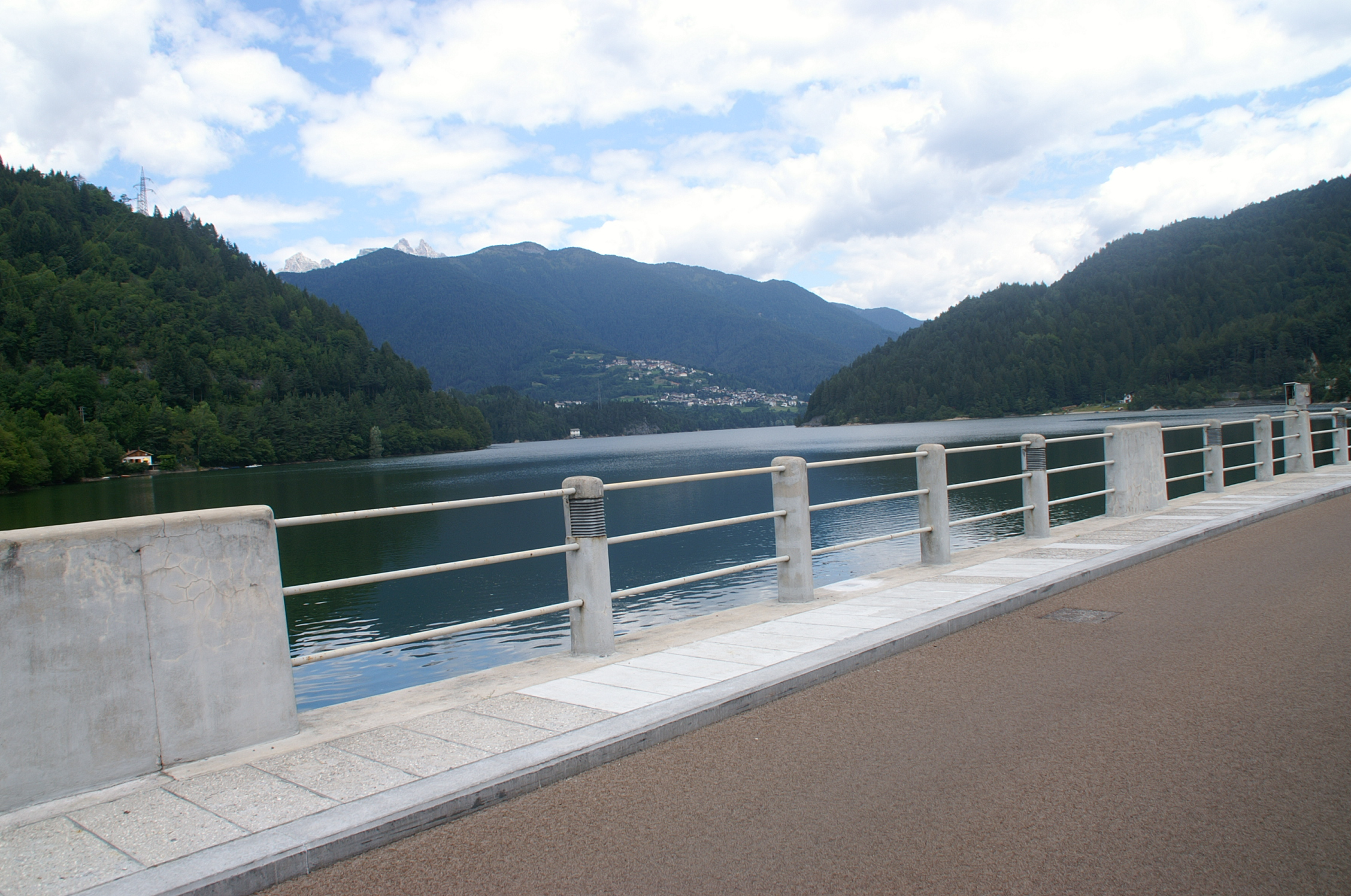
La diga del lago